# Proletarske akcijske čete
Proletarske akcijske čete ali skrajšano PAČ so bile aprila leta 1923 ustanovljene posebne tajne bojne enote Komunistične partije v Sloveniji.
Te čete so bile vojaška organizacija delavskega razreda, ustanovili pa so jih kot protiutež Orjuni. PAČ so imele svoje poveljstvo, delile pa so se na čete in vode. Glavni poveljnik in organizator Proletarskih akcijkih čet je bil Franc Vulč.
Pozdrav PAČ je bil »Delu čast in oblast!«.
PAČ so delovale do avgusta 1924, osrednji spopad enot v času obstoja te organizacije pa je bil (revolveraški) spopad z Orjuno v Trbovljah 1. junija 1924 pod vodstvom  Franceta Klopčiča z več mrtvimi in ranjenimi na obeh staneh.